# 延永村
延永村（のぶながむら）は、福岡県京都郡にあった村。現在の行橋市の一部にあたる。

## 地理
小波瀬川の中流域右岸の台地に位置していた。
- 河川：山崎川[1]

## 歴史

### 沿革
- 1889年（明治22年）4月1日 - 京都郡長木村、二塚村、延永村、吉国村、下津熊村、中津熊村、上津熊村、長音寺村、草野村が合併して村制施行し、延永村が設立[1][2]。
- 1912年（明治45年）- 電灯点灯[1]
- 1954年（昭和29年）10月10日 – 京都郡行橋町、蓑島村、今元村、仲津村、泉村、今川村、稗田村、椿市村と合併し市制施行して行橋市を新設し廃止された[1][2]。

### 地名の由来
かつて延永手永と称され、また合併村の内の大村の名とした。

## 村長
- 前田俊彦

## 交通

### 鉄道
- 1895年（明治28年）- 九州鉄道行事線（現日豊本線）開通[1]

## 教育
- 1894年（明治27年）- 二塚小学校を上津熊に新築移転し延永尋常小学校（現行橋市立延永小学校）に改称[1]。
- 1914年（大正3年）- 高等科を併置[1]。